# George Louis Mens Fiers Smeding
George Louis (Pitt) Mens Fiers Smeding (Bandung, 28 december 1907 - Den Haag, 31 december 1983) was een Nederlandse jurist en ambtenaar.

## Familie
Mens Fiers Smeding was een zoon van mr. Eduard Henricus Theodorus Mens Fiers Smeding (1869-1961), lid van het hooggerechtshof in Nederlands-Indië en Josina Hermina Gerritzen (1872-1945). Hij trouwde achtereenvolgens met Arnolda Sophia Wijnanda (Arda) Engeltjes, Elisabeth (Bertha) Timmers en Fenny Kern.

## Loopbaan
Hij studeerde rechten aan de Universiteit Leiden. Na zijn studie werkte hij bij het Nationaal Crisiscomité in Den Haag en op het regeringsbureau voor uitvoering van de landbouwcrisiswet. Hij werd vervolgens waarnemend ambtenaar bij het kantongerecht in Assen en was daarnaast volontair op de gemeentesecretarie in De Wijk. Per 1 mei 1938 werd hij benoemd tot burgemeester van Sleen. Hij trouwde in juli 1938 op het oude stadhuis, in oktober van dat jaar werd het nieuwe stadhuis geopend door commissaris van de koningin R.H. de Vos van Steenwijk. Begin 1940 werd hij benoemd tot plaatsvervangend kantonrechter in het kanton Emmen. In juni 1941 werd hij benoemd tot secretaris, met de rang van hoofd-commies- van de afdeling Verkeer van het departement van Waterstaat, hij kreeg daarom per 20 juni 1941 eervol ontslag als burgemeester en verhuisde naar Den Haag. In juni 1943 werd hem de titel referendaris verleend. Hij was in de jaren vijftig gemeenteraadslid in Den Haag.
Mens Fiers Smeding werd in 1972 benoemd tot officier in de Orde van Oranje-Nassau. Hij overleed in 1983 op 76-jarige leeftijd.